# Урко
Урко (Urco) је створење из галисијске и астуријске митологије огромног тела црне боје. Има велике рогове и уши. Он излази из мора вукући ланце. Његово присуство се сматра лошим знаком и доста пута се тумачи као најављивање смрти  некога из окружења. Веома подсећа на неке британске водене демоне попут демона келпи.
У Галисији ово створење поред имена Урко још носи и назив  „Can do Urco”,  „Can do Mar”, док се у Астурији назива  „Güercu”.